# Július Michalík
Július Michalík (* 24. února 1972 Bojnice) je bývalý československý basketbalista, účastník čtyř mistrovství Evropy, bronzový medailista z Mistrovství Evropy juniorů 1988 a mistr Československa 1990.
Před sezónou 1988–1989 přestoupil z BC Prievidza do týmu Zbrojovka Brno, ve kterém v československé basketbalové lize hrál 3 sezóny (1988–1991), s nímž získal titul mistra Československa (1990) a dvě čtvrtá místa (1989, 1991). V historické střelecké tabulce basketbalové ligy Československa (od sezóny 1962/63 do 1992/93) je na 180. místě s počtem 1774 bodů, kterých dosáhl za pouhé tři sezóny s nadprůměrným počtem 591 bodů na sezónu.  V letech 1991 až 1995 hrál americkou univerzitní soutěž za Iowa State, ve 126 zápasech zaznamenal 1825 bodů. V roce 1995 patřil mezi kandidáty draftu do NBA. V letech 1996–2002 hrál basketbal ve Francii, Turecku a Itálii.
S týmem Zbrojovka Brno hrál ve 2 ročnících (6 zápasů) Poháru evropských mistrů 1989 a 1991. Největším úspěchem byla účast v osmifinále v roce 1988.
Jako hráč československé basketbalové reprezentace se zúčastnil Mistrovství Evropy mužů 1991 v Římě (6. místo), kde byl s 58 body v 5 zápasech nejlepším střelcem Československa. Hrál na Předolympijské evropské kvalifikace v roce 1992 ve Španělsku, kde Československo skončilo šesté mezi 25 týmy a nekvalifikovalo se na OH 1992. Za reprezentační družstvo v letech 1990 až 1992 odehrál celkem 41 utkání, z toho 14 zápasů na dvou uvedených soutěžích, v nichž zaznamenal 121 bodů.
Dále hrál na Mistrovství Evropy v basketbale juniorů v roce 1988 v Jugoslávii (3. místo) a v roce 1990 v Holandsku (11. místo), kde byl se 173 body (7 utkání) nejlepším střelcem Československa a druhým nejlepším střelcem celého ME juniorů 1990. Hrál na Mistrovství Evropy v basketbale hráčů do 22 let 1992 v Athénách (5. místo), kde byl se 118 body (7 utkání) nejlepším střelcem Československa.
Za basketbalovou reprezentaci Slovenska hrál v kvalifikacích na Mistrovství Evropy 1997 – v semifinálové části ve skupině A skončilo Slovensko na 6. místě a nepostoupila na ME 1997 a Mistrovství Evropy 1999 – v předkvalifikaci Slovensko vítězem skupiny C (Michalík nejlepším střelcem 42 bodů /3 zápasy), v semifinálové části ve skupině A skončilo na 5. místě a nepostoupila na ME 1997 (Michalík ve 4 zápasech 58 bodů).

## Hráčská kariéra

### Hráč klubů
- 1988–1991 Zbrojovka / Sokol Brno – mistr Československa (1990), 2x 4. místo (1989, 1991)
- 1991–1995 Iowa State University, NCAA, USA, 4 sezóny, 126 zápasů, 1825 bodů
- 1995–1996 BC Prievidza – vicemistr Slovenska (1996)
- Československá basketbalová liga celkem 3 sezóny (1988–1991), 1774 bodů (180. místo), 1 medailové umístění – mistr Československa (1990), Slovenská basketbalová liga – 1 sezóna – vicemistr Slovenska (1996)
- 1996–2000 Golbey-Epinal GET Vosges, Francie – druhá nejvyšší soutěž Pro B (1897 bodů /95 zápasů)
- 1998–1999 Pinar Karsiyaka, Turecko (73 bodů /8 zápasů)
- 2000–2001 Besancon, Francie – nejvyšší soutěž Pro A (268 bodů /22 zápasů)
- 2001 (duben až červen) – Mabo Prefabbricati Livorno. Itálie
- 2001–2002 Evreux, Francie – druhá nejvyšší soutěž Pro B (3 body /1 zápas)

Evropské poháry klubů
- Pohár evropských mistrů – 2 ročníky, 6 zápasů – 1988–89 4 zápasy, vyřazeni v osmifinále: Limoges CSP, Francie •   1990–91 2 zápasy, vyřazeni v 1. kole: Scania Södertälje BBK, Švédsko

### Československo
- Za reprezentační družstvo Československa mužů v letech 1990–1992 hrál 41 zápasů
  - Předolympijská kvalifikace – 1992 Španělsko (63 bodů /9 zápasů) 6. místo
  - Mistrovství Evropy – 1991 Řím, Itálie (58 /5) 6. místo
- Mistrovství Evropy juniorů 1988 Jugoslávie (80 bodů /6 zápasů) 3. místo – 1990 Holandsko (173 bodů /7 zápasů) 11. místo
- Mistrovství Evropy hráčů do 22 let 1992 Athény, Řecko (118 bodů /7 zápasů) 5. místo

### Slovensko
- Za reprezentační družstvo Slovenska hrál dvě kvalifikace na Mistrovství Evropy
  - 1997 v semifinálové části 6. místo ve skupině A
  - 1999 vítěz skupiny C v předkvalifikaci a v semifinálové části 5. místo ve skupině A